# Aromobates ornatissimus
Aromobates ornatissimus es una especie de anfibio anuro de la familia Aromobatidae.

## Distribución geográfica
Esta especie es endémica del estado de Trujillo en Venezuela. Habita en Carache a 2350 m de altitud en la cordillera de Mérida.

## Publicación original
- Barrio-Amorós, Rivero & Santos, 2011 : A new striking dendrobatid frog (Dendrobatidae: Aromobatinae, Aromobates) from the Venezuelan Andes. Zootaxa, n.º 3063, p. 39-52.[3]